# Cebrennus concolor
Cebrennus concolor är en spindelart som först beskrevs av Denis 1947.  Cebrennus concolor ingår i släktet Cebrennus och familjen jättekrabbspindlar.
Artens utbredningsområde är Egypten. Inga underarter finns listade i Catalogue of Life.